# Herb gminy Skrzyszów
Herb gminy Skrzyszów – jeden z symboli gminy Skrzyszów, autorstwa Wojciecha Drelicharza, Zenona Piecha oraz Barbary Widłak, ustanowiony w kwietniu 2000.

## Wygląd i symbolika
Herb przedstawia na tarczy koloru błękitnego postać świętego Stanisława, w czerwonym ornacie i infule, ze złotą aureolą i pastorałem, stojącego za złotym modelem kościoła w Skrzyszowie.